# 帕爾梅托 (加利福尼亞州)
帕爾梅托（英語：Palmetto）是位於美國加利福尼亞州普盧默斯縣的一個非建制地區。該地的面積和人口皆未知。

## 地理
帕爾梅托的座標為39°49′26″N 121°19′09″W / 39.82389°N 121.31917°W，而該地的平均海拔高度為1655米（即5134英尺）。